# Eli Lilly and Company
Pour l’article homonyme, voir Eli Lilly.
Eli Lilly and Company est un groupe pharmaceutique, classé 15e mondial quant au chiffre d'affaires, soit également la 10e plus grosse entreprise du monde en capitalisation boursière, au 14 juillet 2024. 
Le siège social est situé à Indianapolis, dans l'Indiana aux États-Unis. La compagnie a été créée en 1876 par le colonel Eli Lilly, pharmacien et vétéran de la guerre de Sécession, décédé en 1898 et qui lui a donné son nom. Elle emploie en décembre 2019 33 625 salariés répartis dans 143 pays. 
Le plus important site de production de traitements injectables du groupe se trouve à Fegersheim, en Alsace (France).

## Histoire
Dans les années 1920, Eli Lilly a commercialisé la première préparation d'insuline extraite de pancréas bovins et porcins, Iletin, pour le traitement du diabète, maladie jusqu'alors mortelle. Dans les années 1940, elle industrialise le procédé de fabrication de la pénicilline. Dans les années 1950, avec le laboratoire Park-Davis de Détroit, elle fabrique le premier vaccin contre la poliomyélite. En 1982, c'est la première insuline humaine obtenue par génie génétique (Huminsulin). L'antidépresseur Prozac, au milieu des années 1980 rend l'entreprise célèbre dans le monde entier.
En février 2014, Eli Lilly acquiert l'entreprise allemande Lohmann, spécialisée dans la médecine animale, pour un montant inconnu. À la suite de la décision du groupe Lilly d’investir 90 millions d’euros dans son site de production français à Fegersheim (Bas-Rhin), le plus gros site de production du groupe, le laboratoire Lilly a entrepris de construire une nouvelle unité de production de cartouches d’insuline. Ce nouvel équipement entraînera une nouvelle extension des bâtiments de production de près de 5 000 m2, pour une mise en service fin 2016. 
En avril 2014, Eli Lilly acquiert les activités liées à la santé animale de Novartis pour 5,4 milliards de dollars,,.
En octobre 2016, Eli Lilly annonce l'acquisition des activités vétérinaires aux États-Unis de Boehringer Ingelheim pour 885 millions de dollars. En janvier 2017, Eli Lilly annonce l'acquisition de CoLucid, spécialisée dans le traitement de la migraine, pour 960 millions de dollars. 
En mai 2018, Eli Lilly annonce l'acquisition d'Armo BioSciences pour 1,6 milliard de dollars et d'AurKa Pharma pour 575 millions de dollars, deux entreprises d'oncologie,. En décembre 2018, l'activité vétérinaire du groupe, Elanco, fait l'objet d'une introduction en bourse à New York.
En janvier 2019, Eli Lilly annonce l'acquisition de Loxo Oncology, entreprise spécialisée dans les thérapies géniques contre le cancer, pour 8 milliards de dollars. En janvier 2020, Eli Lilly annonce l'acquisition de Dermira, une entreprise dermatologique spécialisée contre l’eczéma et l'hypersudation, pour 1,1 milliard de dollars. En décembre 2020, Eli Lilly annonce l'acquisition de Prevail Therapeutics, spécialisée dans la thérapie génique, pour 1 milliard de dollars.
En juin 2023, Eli Lilly annonce l'acquisition de Dice Therapeutics, spécialisée dans le psoriasis, pour 2,4 milliards de dollars. En juillet 2023, Eli Lilly annonce l'acquisition de Versanis, spécialisée dans les traitements de perte de poids, pour 1,93 milliard de dollars. En octobre 2023, Eli Lilly annonce l'acquisition de Point Biopharma Global, spécialisée dans l'oncologie, pour 1,4 milliard de dollars.
En mars 2025, l'agence européenne du médicament se déclare défavorable à la commercialisation du Kisunla, un médicament destiné à ralentir la maladie d'Alzheimer débutante. L'agence européenne considère que le médicament provoque trop d'hémorragies cérébrales pour un bénéfice limité.

## Importance économique

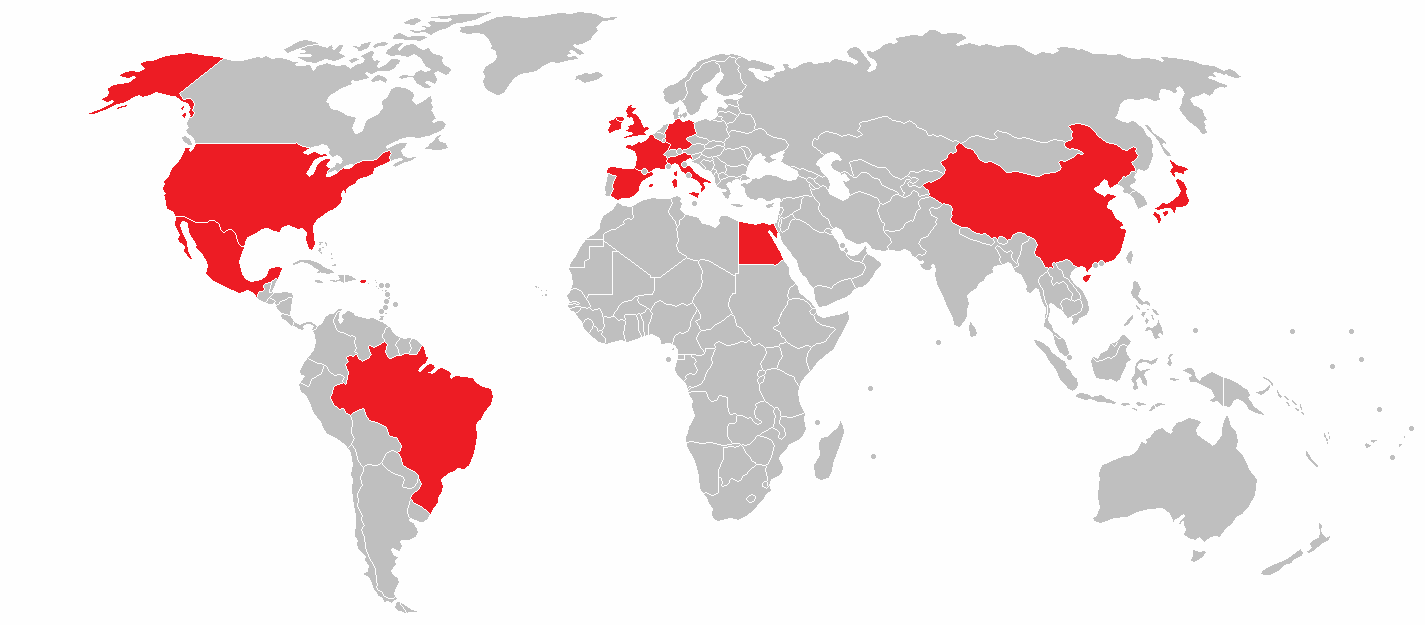
Présence des usines de fabrication de médicaments d'Eli Lilly dans le monde.

Avec un chiffre d'affaires de 18,633 milliards de dollars en 2007, la firme apparaît au 14e rang du classement mondial IMS 2007. La compagnie est cotée en bourse à New York et fait partie de l'indice boursier S&P 500. 
Eli Lilly est l'une des principales compagnies pharmaceutiques des États-Unis. Elle a joué un rôle historique important en développant un certain nombre de médicaments et de traitements pour toutes sortes de maladies[réf. nécessaire].

## Médicaments vedettes
Eli Lilly fabrique et vend des médicaments pour le traitement du cancer, des maladies cardiovasculaires, des désordres du système nerveux central et endocrinien, du diabète, des maladies infectieuses, ainsi que des tests de diagnostics. Lilly vend notamment : une céphalosporine, de l'érythromycine, de l'insuline. Son plus célèbre produit est probablement le Prozac (fluoxetine), un antidépresseur dont le brevet a expiré le 2 février 2001.
Psychiatrie/neurologie
- Prozac :
le Prozac (chlorhydrate de fluoxétine) est le premier inhibiteur sélectif de la recapture de la sérotonine (SSRI) pour le traitement de la dépression clinique. Ce produit a été une véritable innovation thérapeutique, dans le sens où c'est le premier produit de sa génération à stimuler la libération de sérotonine dans le cerveau de l'homme pour combattre la dépression clinique. C'est l'antidépresseur le plus vendu au monde, et il a inspiré un certain nombre de médicaments fonctionnant sur un principe similaire (ISRS), que ce soit pour le traitement de la dépression clinique comme d'autres désordres du système nerveux central.
- Sarafem :
le Sarafem (chlorhydrate de fluoxétine) est commercialisé aux États-Unis pour le traitement du trouble dysphorique prémenstruel(TDPM). Le Sarafem a été approuvé par la FDA en novembre 1999, soit un an et demi avant que le brevet du Prozac expire[21]. La molécule active en est la même que le Prozac.
- Strattera et TDAH de l'adulte :
En 2002, Lilly a lancé sur le marché des États-Unis un produit du nom de Strattera, premier médicament non-stimulant autorisé pour le traitement du trouble déficitaire de l'attention avec ou sans hyperactivité (ou TDAH), et également premier produit spécifiquement destiné aux adultes souffrant de ce trouble. Plus de deux millions de patients l'ont utilisé et en 2004, Strattera représentait un chiffre d'affaires de 632 millions de dollars soit à peu près le quart des parts de marché de ce groupe de médicament aux États-Unis.
La Food and Drug Administration a imposé à la firme l'apposition de la boîte noire sur l'emballage du Strattera, ce qui correspond au plus haut niveau d'avertissement que peut recevoir un médicament. Des études ont en effet mis en évidence un lien possible entre l'usage et les pensées suicidaires chez l'enfant, ainsi que l'apparition de lésions du foie chez l'adulte. Lilly reconnaît que le médicament a plusieurs autres effets secondaires, comme la douleur pendant la miction et l'orgasme, la rétention urinaire, une rétraction du scrotum, les changements d'humeur, et la bouche sèche.
Initialement développé comme antidépresseur, la molécule a obtenu l'autorisation de mise sur le marché par la FDA pour le traitement des adultes souffrant de TDAH, ce qui est devenu son utilisation clinique la plus courante.
- Cymbalta : antidépresseur
- Zyprexa : neuroleptique atypique (pour la schizophrénie et les troubles bipolaires)

Endocrinologie
- Evista, Forsteo : traitement de l'ostéoporose
- Humalog, Humulin : insuline
- Humatrope : hormone de croissance
- Tirzépatide vendu sous le nom de Mounjaro contre le diabète et aux Etats-Unis sous le nom de Zepbound contre l'obésité

Oncologie
- Alimta, Gemzar : chimiothérapie
- Olaratumab : anticorps monoclonal

Cardiologie et Soins intensifs
- Reopro : thrombolytique
- La drotrécogine alfa activée ou Xigris, était un médicament utilisé depuis 2002 (en Europe) dans le traitement du sepsis sévère associé à plusieurs défaillances d’organe, il n'était donc utilisé qu'à l’hôpital. Il a été retiré du marché par la firme Lilly en 2011, en effet celui ne réduisait pas la mortalité des patients par rapport au placebo après un traitement de 28 jours (étude clinique PROWESS-SHOCK)[22].
- Efient : inhibiteurs de l'agrégation plaquettaire à l'exclusion de l'héparine (antiplaquettaires)[23].

Urologie
- Cialis : en 2003, la firme américaine a lancé le Cialis (tadalafil), produit concurrent au célèbre Viagra de Pfizer pour remédier aux troubles de l'érection. Développé en association avec la compagnie de biotechnologie ICOS - rachetée en 2006 pour 2,1 milliards de dollars - Cialis a une durée d'action de 36 heures, ce qui le fait parfois surnommer « pilule du week-end ».

Anti-COVID-19
- Bamlanivimab alias LY-CoV555 : testé en phase 1/2 à partir de juin 2020, ce médicament a été approuvé par la FDA le 9 novembre 2020 dans le cadre d'une procédure d'urgence. Le produit est donc dans sa phase de production et de commercialisation. Un autre anticorps, JS016[24], est en cours de tests. En février 2021, le Bamlanivimab obtient une autorisation temporaire d'utilisation en France de la part de l'Agence nationale de sécurité du médicament (ANSM). Il devient le premier traitement à base d'anticorps monoclonal à être autorisé dans le pays[25]. La distribution de ce médicament est toutefois arrêtée aux États-Unis en avril 2021, n'ayant pas montré une efficacité suffisante contre les variants[26].

Dispositifs médicaux
- Humapen : appareil d'injection d'insuline

Autres
- Methadone : Elli Lilly était le premier distributeur de méthadone, un produit de substitution utilisé dans les cures de désintoxication des opiacés.
- Thiomersal : on lui doit aussi le développement du Thiomersal (ou Merthiolate), conservateur vaccinal controversé, à base de mercure.
- Ainsi que le Nabilone, à base d'hexahydro-cannabinol (dérivé du THC), commercialisé sous la marque Cesamet. Le brevet a été vendu en 2004 à Valeant Pharmaceuticals.

En plus de ces médicaments, Lilly possède un certain nombre de marques déposées, parmi lesquels on peut citer Actos et Byetta (pour le diabète de type 2), Darvocet (antalgique), etc.

## Principaux actionnaires
Au 12 avril 2020.
| Lilly Endowment (en)               | 23,8 % |
| Capital Research & Management      | 11,4 % |
| The Vanguard Group                 | 7,26 % |
| Wellington Management              | 4,64 % |
| PRIMECAP Management                | 4,51 % |
| SSgA Funds Management, Inc.        | 3,89 % |
| Capital Research & Management -II- | 2,72 % |
| BlackRock Fund Advisors            | 2,22 % |
| State Farm Investment Management   | 1,95 % |
| Putnam                             | 1,62 % |

## Controverses
Lilly a été impliqué dans un certain nombre de controverses, dont certaines à caractère politique, médical ou éthique. Par exemple, certaines controverses ont pu concerner la rétention d'information au sujet du Zyprexa (olanzapine),.
Une décision du directeur général de l’Agence française de sécurité sanitaire, en date du 6 juillet 2009 et publiée au Journal officiel de la République française le 23 octobre 2009, interdit la présentation aux médecins par les laboratoires Eli Lilly de certains documents promotionnels sur Alimta présentant des études cliniques de façon non objective.

### Actualités judiciaires
Certains litiges judiciaires ont concerné le Prozac aux États-Unis (Kentucky), notamment avec le cas de Joseph Wesbecker qui, en 1989, aurait tué 7 personnes et blessé 12 autres avant de se suicider. La firme, accusée de connaître les effets secondaires néfastes de la fluoxétine, principe actif de ce médicament, aurait soustrait certains documents à la Justice. Elle aurait payé un dédommagement de $20 millions aux victimes.
En juin 2008, un accord a été trouvé entre Starr Johnson, licenciée de l'entreprise en 2005 et Eli Lilly que cette ancienne employée accusait de discrimination raciale. Eli Lilly a été accusé de violer la loi fédérale anti-discrimination et a dû s’acquitter d'une indemnité de 54 400 $, assortie de 7 000 $ d'intérêts et d'indemnités compensatoires et de 3 000 $ de remboursements de frais d'avocats. 
Eli Lilly a été condamnée à payer une amende de 1,4 milliard de $ aux États-Unis en 2009, la somme la plus importante payée par une firme à cette date. Cette condamnation concernait le scandale de la promotion de l'usage hors-AMM de son médicament Zyprexa (olanzapine), pour le traitement de la démence, de l'agitation, de l'agressivité, de la dépression ou des troubles du sommeil,.
En 2012, Eli Lilly and Co a accepté de payer 29 millions de dollars pour régler les accusations civiles selon lesquelles ses filiales ont effectué des paiements abusifs à des représentants de gouvernements étrangers pour gagner des contrats en Russie, au Brésil, en Chine et en Pologne,,.
La société est aussi accusée d'avoir falsifié des dépenses en Chine entre 2006 et 2009, ce qui aurait permis à ses représentants commerciaux d'offrir des cadeaux et des invitations à des clients potentiels. Un montant total de 30 millions de yuans (3,67 millions d'euros) aurait été utilisé pour corrompre des médecins chinois. Un ancien cadre du groupe a déclaré au 21st Century Business Herald que la corruption et les pots-de-vin étaient fréquents dans la filiale chinoise de Eli Lilly,.

### Liens politiques
Après avoir quitté la CIA en 1977, George H. W. Bush devint un des dirigeants de Eli Lilly. Bush a activement œuvré de l'intérieur comme de l'extérieur de l'administration, en tant que vice-président à partir de 1981, pour défendre les intérêts des industriels du secteur pharmaceutique notamment au travers du Texas Medication Algorithm Project.